# Klokočovská Lhotka
Klokočovská Lhotka (německy Lhotka bei Klokotschau) je vesnice, část obce Klokočov v okrese Havlíčkův Brod. Nachází se asi 1 km na severozápad od Klokočova. V roce 2009 zde bylo evidováno 117 adres. V roce 2001 zde trvale žilo 47 obyvatel.
Klokočovská Lhotka leží v katastrálním území Klokočov o výměře 2,22 km2.

## Fotogalerie

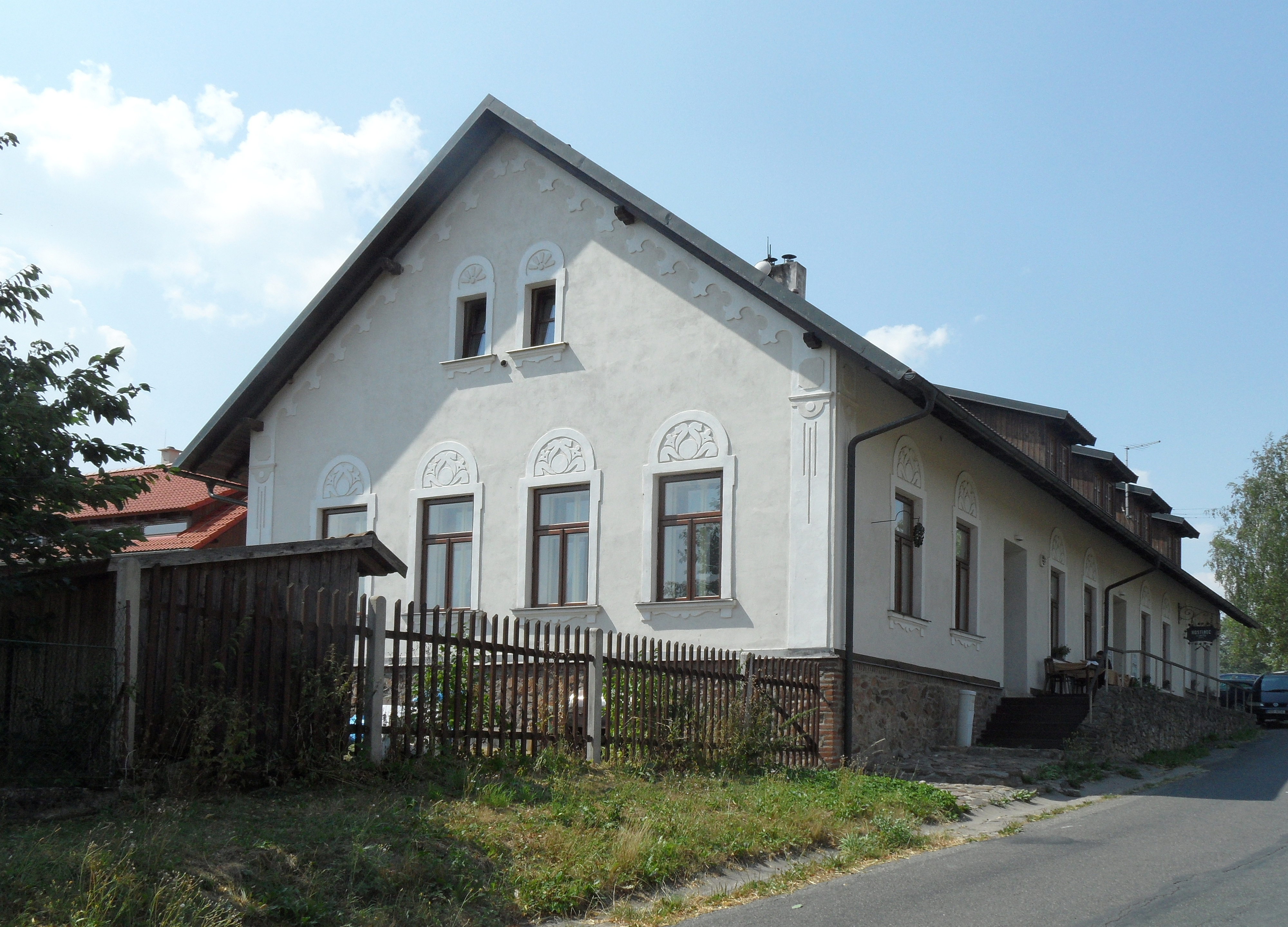
Restaurace
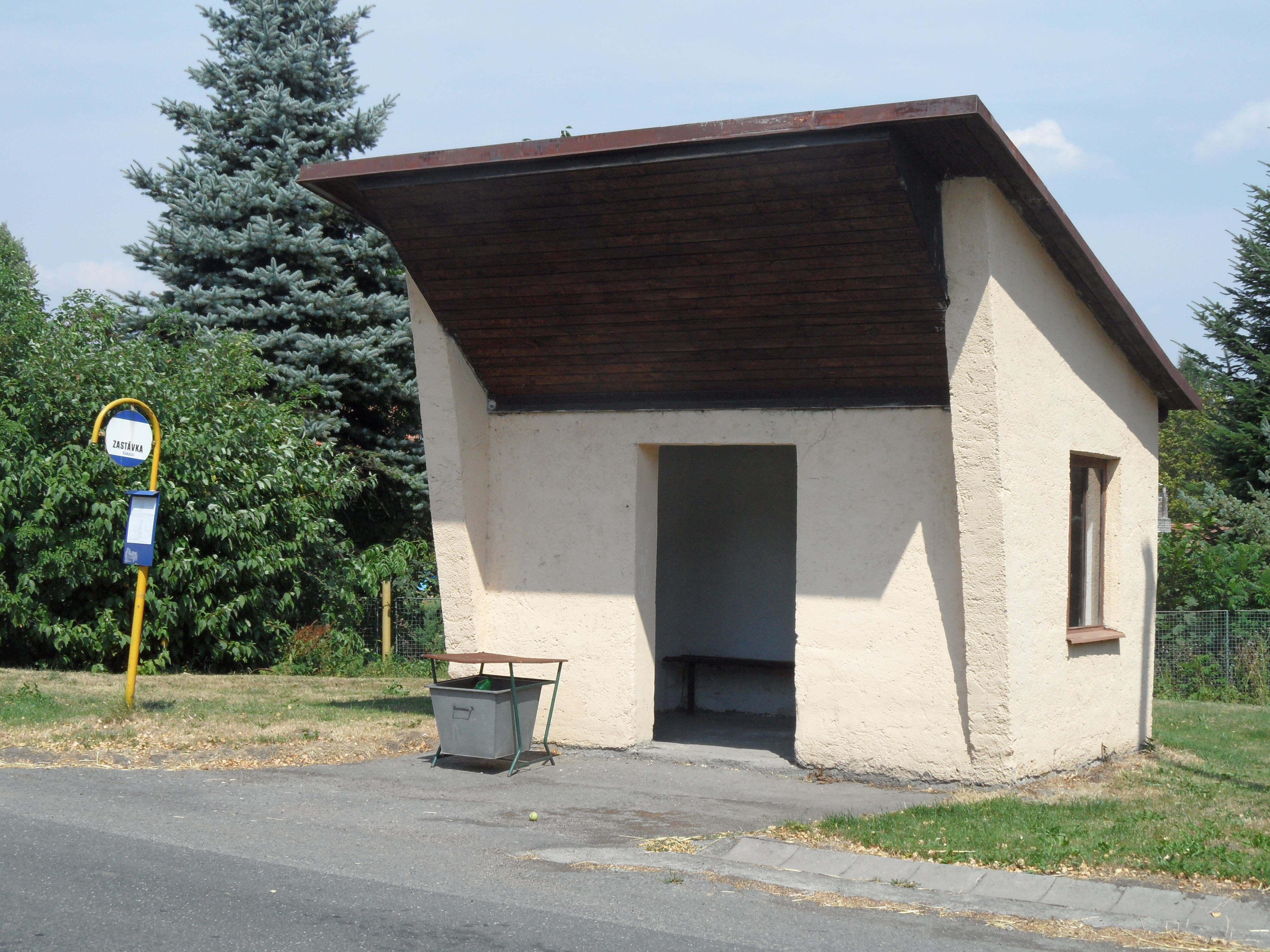
Autobusová zastávka
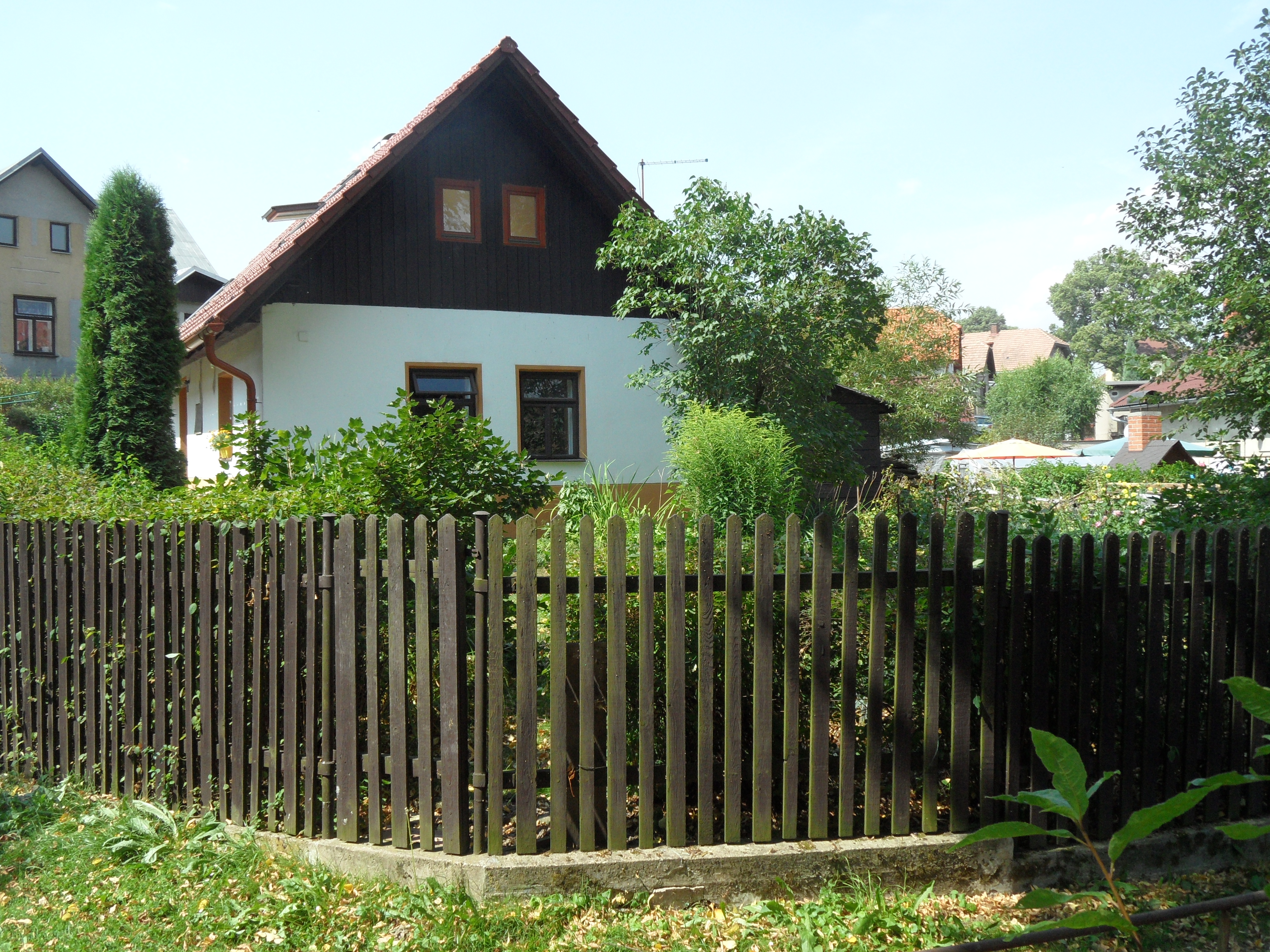
Dům v zahradě
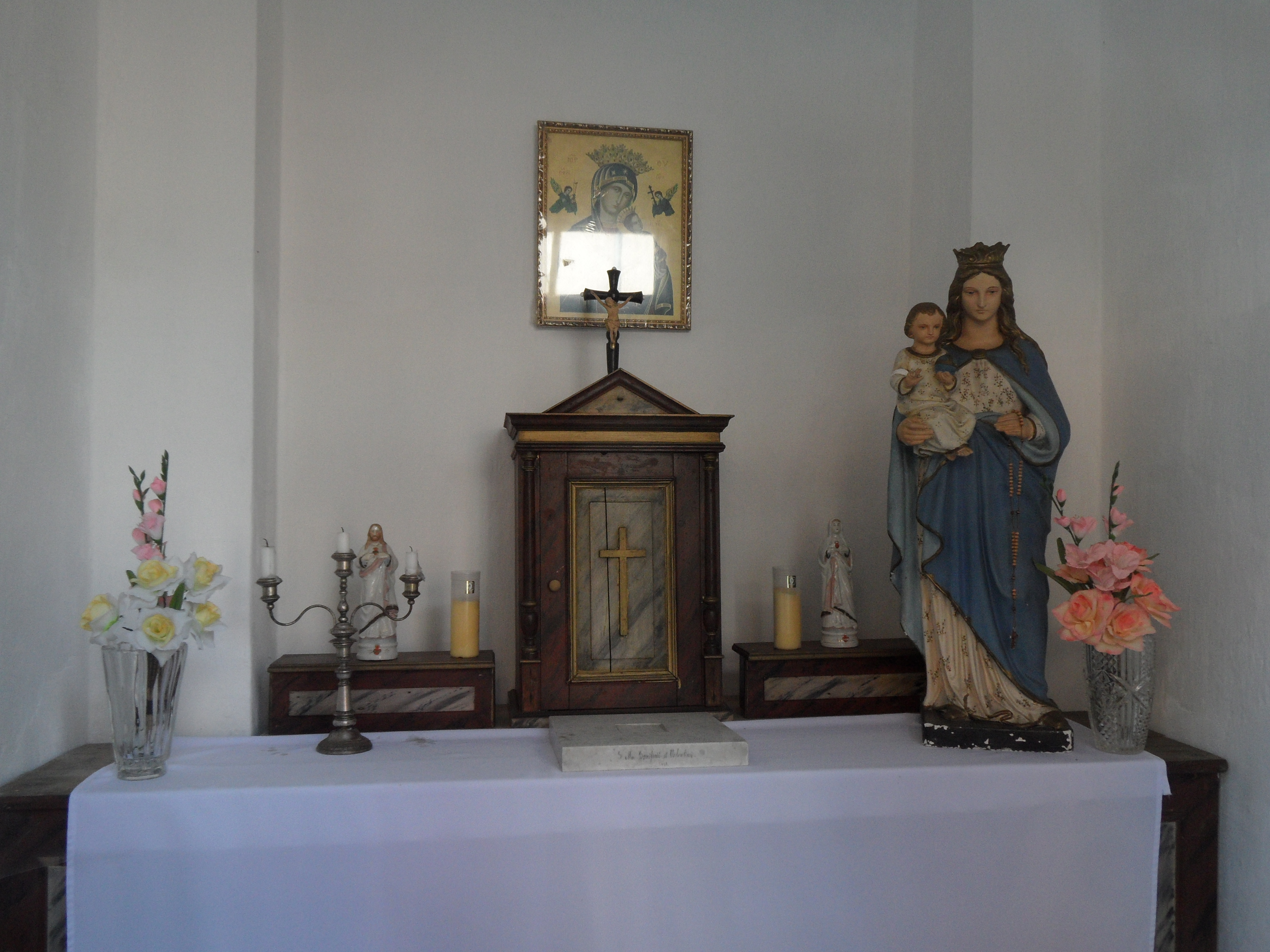
Interiér kaple sv. Jana